# Иуна
Иуна (порт. Iúna) — муниципалитет в Бразилии, входит в штат Эспириту-Санту. Составная часть мезорегиона Юг штата Эспириту-Санту. Входит в экономико-статистический микрорегион Алегри. Население составляет 28 433 человека на 2006 год. Занимает площадь 460,522 км². Плотность населения — 61,7 чел./км².

## История
Город основан 11 ноября 1890 года.

## Статистика
- Валовой внутренний продукт на 2003 составляет 77.471.177,00 реалов (данные: Бразильский институт географии и статистики).
- Валовой внутренний продукт на душу населения на 2003 составляет 2.830,62 реалов (данные: Бразильский институт географии и статистики).
- Индекс развития человеческого потенциала на 2000 составляет 0,729 (данные: Программа развития ООН).

## География
Климат местности: горный тропический. В соответствии с классификацией Кёппена, климат относится к категории Cwa.